# Riacho Algodoais
Riacho Algodoais är ett periodiskt vattendrag i Brasilien.   Det ligger i delstaten Paraíba, i den östra delen av landet, 1 600 km nordost om huvudstaden Brasília.
Omgivningarna runt Riacho Algodoais är huvudsakligen savann. Runt Riacho Algodoais är det glesbefolkat, med 9 invånare per kvadratkilometer.